# Harald Hanisch
Harald Hanisch (* 16. Mai 1969 in Wien) ist ein österreichischer Songwriter, Komponist und Musikproduzent. Von 2020 bis 2023 war er Präsident des Österreichischen Komponistenbundes.

## Ausbildung
Hanisch studierte nach dem Abschluss seines Studiums an der Universität für Musik und darstellende Kunst Wien bis 1991 am Berklee College of Music in Boston Songwriting bei Jack Perricone, Lyricwriting bei Pat Pattison und Commercial Arrangement. Hierfür erhielt er ein Fulbright-Stipendium. Es folgte von 1993 bis 1995 ein Studium an der University of London mit dem Abschluss Master of Music Degree (Magister).

## Leben und Wirken
Hanisch produziert seit dem Jahr 2000 u. a. für Universal, Sony, BMG und Sonamea Records und arbeitete mit Künstlern wie Christina Stürmer (Ich lebe), Eva K. Anderson, Florian Scheuba, Doris Golpashin, Anjeza Shahini (Welcome To Europe, Pse ndal) und Daniela Doren zusammen, wobei er vielfache Gold- und Platin-Auszeichnungen - Nr.1 - Hits in Österreich und Deutschland erhielt, u. a. für Ich lebe, Freier Fall und Schwarz Weiß.
Er veröffentlichte zahlreiche CDs und DVDs als Songwriter bzw. Produzent und Co-Produzent, wie Ich lebe,  Mama Ana Ahabak, Freier Fall, SchwarzWeiß, Fortune Teller,  A Sound Of Silence, Hello - Go With The Flow. 
Hanisch unterrichtet seit 2006 an der Universität für Musik und darstellende Kunst Wien Songwriting/Lyricwriting und Musikproduktion. Ab Juni 2020 war er Präsident des Österreichischen Komponistenbundes (ÖKB). Nach seinem Rücktritt im November 2023 folgte ihm Peter Legat in dieser Funktion nach.

## Auszeichnungen
- Preisträger des „Ersten Österreichischen Jugendpreises 1987“ für die Komposition und die Idee zum Musical „A Modern Fairy Tale“
- Verleihung des Berufstitels Professor durch den österreichischen Bundespräsidenten[7]